# Abdallah al-Adil
Abdallah al-Adil, död 1227, var monark i Almohadkalifatet 1224–1227.